# Prêmio Saci Melhor Atriz Coadjuvante
O Prêmio Saci de Melhor Atriz Coadjuvante foi um dos prêmios oferecidos pelo O Estado de S.Paulo, entregue em honra às atrizes que se destacaram no papel principal de obras cinematográficas de determinado ano. A categoria foi entregue inicialmente em 1952, ocasião em que Ludy Veloso venceu por sua interpretação em Sai da Frente, sendo, portanto, a primeira laureada nessa categoria.
Ruth de Souza é a atriz mais premiada nessa categoria, tendo vencido duas vezes (1953 e 1959). Glauce Rocha foi premiada em 1961, porém devolveu o prêmio anos depois devido a se opor a linha editorial d'O Estado de S.Paulo em relação à ditadura militar.  

## Vencedoras
Na tabela a seguir estão listadas as laureadas com o prêmio.

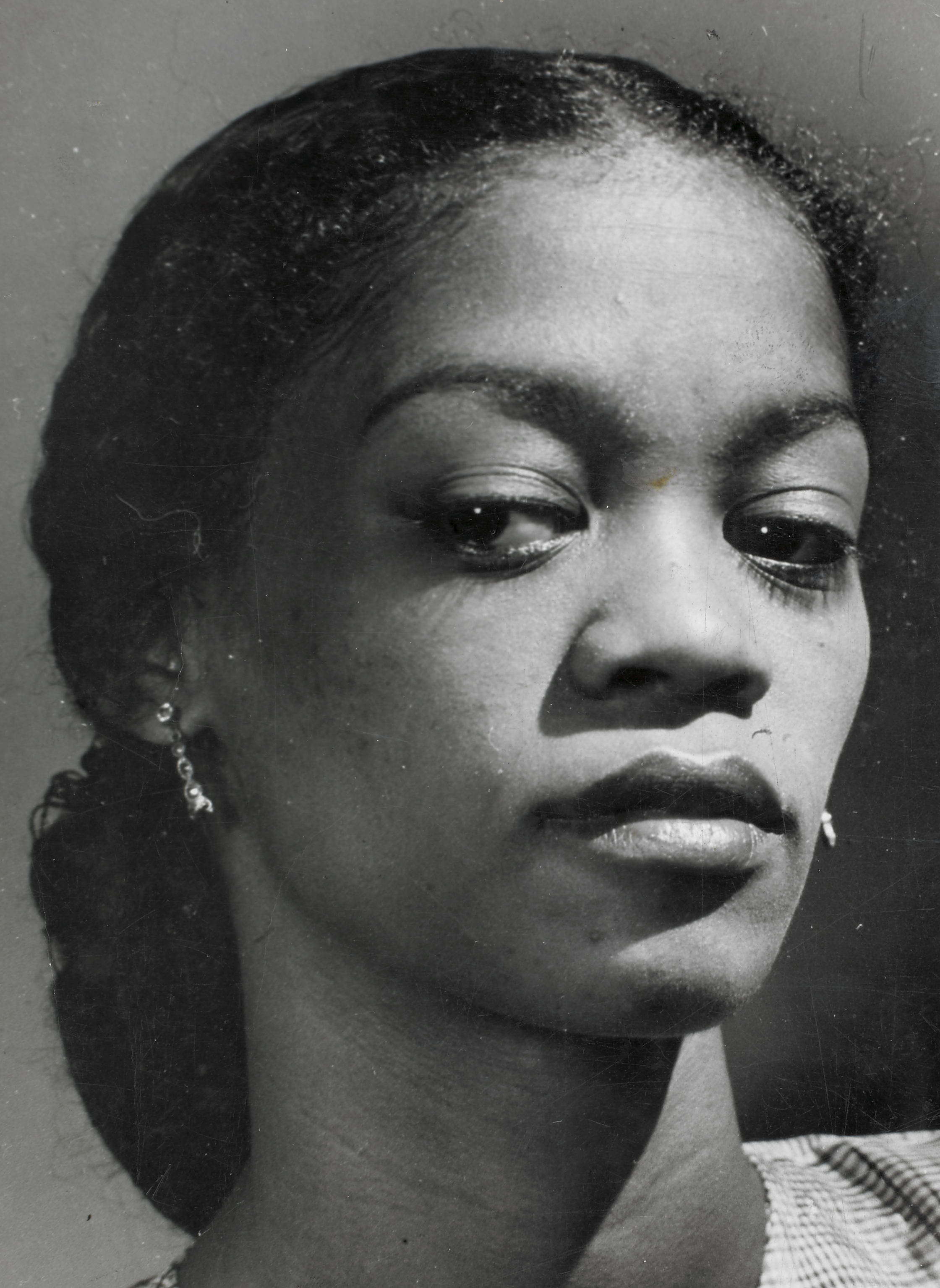
Ruth de Souza é a atriz mais premiada nessa categoria, tendo vencido duas vezes (1953 e 1959).

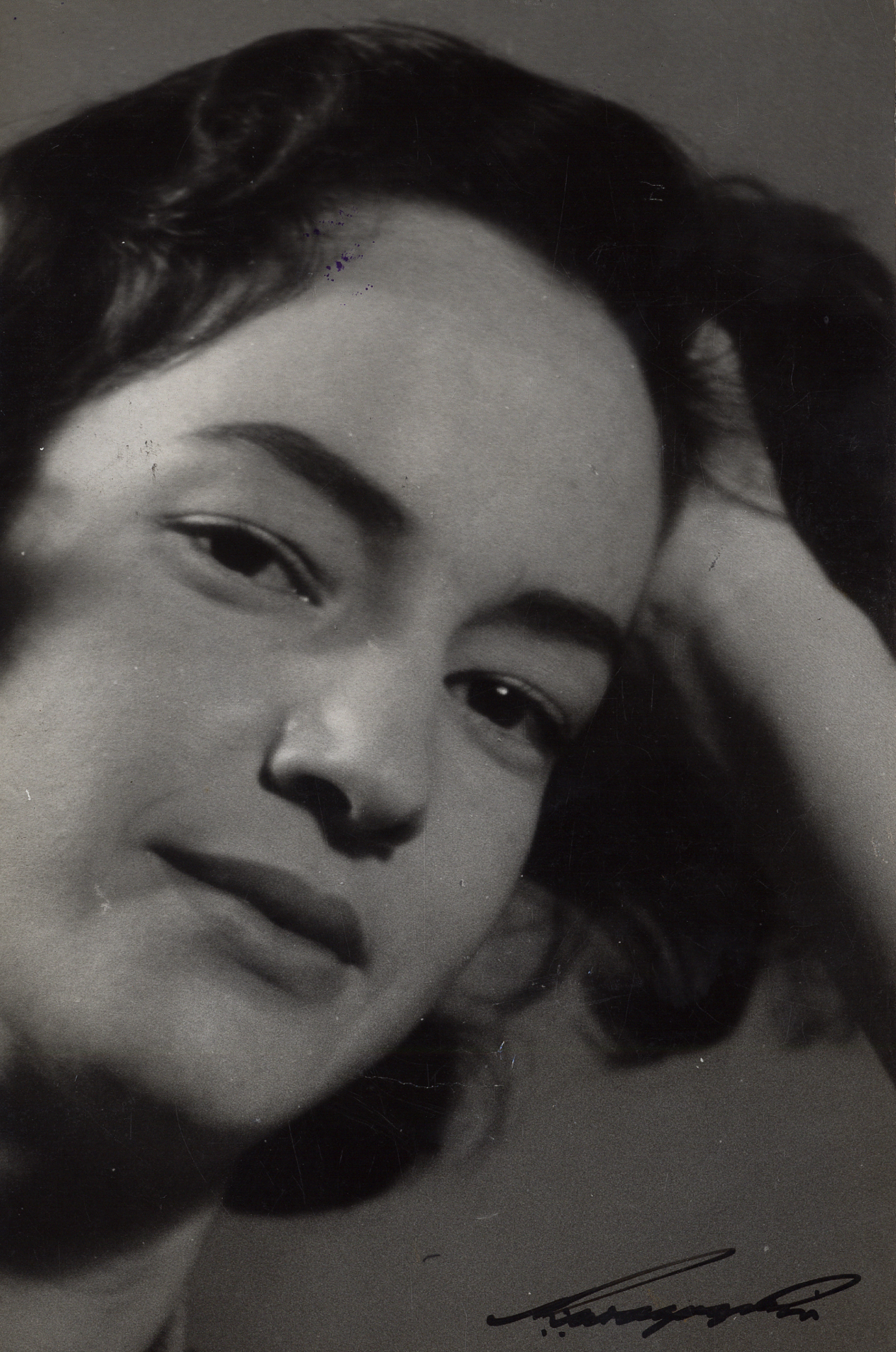
Glauce Rocha venceu em 1961, mas devolveu o prêmio.

### Década de 1950
| Ano  | Vencedores e Indicados | Personagem        | Filme                        | Ref.  |
| ---- | ---------------------- | ----------------- | ---------------------------- | ----- |
| 1952 | Ludy Veloso            | Maria             | Sai da Frente                | [ 1 ] |
| 1953 | Ruth de Souza          | Sá Bina (Balbina) | Sinhá Moça                   | [ 2 ] |
| 1954 | Gilda Nery             | Belinha           | Floradas na Serra            | [ 3 ] |
| 1955 | Liana Duval            | Claudia           | Aí Vem o General             | [ 4 ] |
| 1956 | Lia Cortese            | -                 | Madrugada de Sangue          | [ 5 ] |
| 1957 | Raquel Forner          | -                 | Osso, Amor e Papagaios       |       |
| 1958 | Lola Brah              | Wanda             | Estranho Encontro            |       |
| 1959 | Ruth de Souza          | Mariana Lina      | Ravina Fronteiras do Inferno | [ 6 ] |

### Década de 1960
| Ano  | Vencedores e Indicados | Personagem      | Filme                        | Ref.  |
| ---- | ---------------------- | --------------- | ---------------------------- | ----- |
| 1960 | Ana Maria Nabuco       | -               | Cidade Ameaçada              |       |
| 1961 | Glauce Rocha           | -               | Mulheres e Milhões           |       |
| 1962 | Dirce Migliaccio       | Mulher de Edgar | O Assalto ao Trem Pagador    | [ 7 ] |
| 1963 | Lyris Castelani        | Suzana          | A Ilha                       | [ 8 ] |
| 1964 | Marisa Woodward        | -               | Noite Vazia                  |       |
| 1965 | -                      | -               | -                            |       |
| 1966 | Darlene Glória         | Ana             | São Paulo, Sociedade Anônima | [ 9 ] |